# 橋弁慶
『橋弁慶』（はしべんけい）は、 能楽作品のひとつ。初見は16世紀初頭の『自家伝抄』などに見られる。江戸時代前期に金剛、喜多が、江戸後期から観世、宝生、金春が上演している。室町時代には、手猿楽による上演が多い。

## あらすじ
比叡山西塔近くに住む武蔵坊弁慶は宿願あって、五条の天神に丑の刻詣でを行っている。その満願の日がきたが、従者が今日の参詣は思いとどまるように弁慶に進言する。人間離れした少年が次々と五条あたりで人を斬りつけているというのだ。弁慶はいったんは思いとどまるが、すぐに思い返して弁慶のほどの者が逃げるわけにも行かぬと、逆に退治してやろうと出かけて行く。
すると五条で斬られ逃れて来た二人の都の者が、牛若の千人斬りだと言いながら逃げ去っていった。
牛若が、五条の橋で人が来るのを待っている。母の言いつけで夜が明ければ寺に戻らねばならず、今日が最後という。
弁慶は好みの大長刀を持って、鬼神ですら寄せ付けない気で五条に近づくと、牛若が傍らに現れる。弁慶は女の姿と見て通り過ぎるが、牛若は弁慶をなぶってやろうと、長刀を蹴り上げる。弁慶は愚かな奴だと懲らしめようと斬りかかるが、斬り合ううちに逆に打ち込まれて退いてしまう。そこで、ふたたび斬りかかるが、宙を舞うようにかわされ、とうとう長刀を打ち落とされてしまう。そこで組もうとするが、とらえることもできない。まったく歯が立たず、これは希代の少年だとばかりあきれ果てて立ち尽くすのだった。
弁慶は、あなたはそんなに若いのに、どうしてそのように強いのか、名前をお聞かせ下さいと願う。すると我は源の牛若であると名乗る。弁慶も名乗り、降参し、どうか私の主人になってほしいと願う。そして主従の約束を固く結び、牛若の九条の御所へ参上する。

## 登場人物
- 前シテ 武蔵坊弁慶
- 後シテ 武蔵坊弁慶
- 子方 牛若
- トモ 従者

## 作者・典拠
本曲は『弁慶物語』『義経記』など、室町時代の物語に準拠していると言われている。ただし、流布された弁慶にまつわる物語の多くは、千人斬りは弁慶の所行となっている。なかには天理図書館所蔵の『橋弁慶』など、牛若の所行になっているものもある。本曲では牛若の所行とし、それに室町期の義経像が投影され、超人的な能力の持ち主として描かれている
。